# Phaulula inconspicua
Phaulula inconspicua är en insektsart som först beskrevs av Brunner von Wattenwyl 1891.  Phaulula inconspicua ingår i släktet Phaulula och familjen vårtbitare. Inga underarter finns listade i Catalogue of Life.